# Klaus-Dieter Bilkenroth
Klaus-Dieter Bilkenroth (* 11. August 1933 in Deutzen; † 22. November 2019 in Hohenmölsen) war ein deutscher Diplom-Bergingenieur, Honorarprofessor für Tagebautechnik der TU Bergakademie Freiberg sowie Bergbaumanager. Seine Hauptarbeitsgebiete waren Braunkohlentagebaue in Mitteldeutschland. Er gilt als ein hervorragender Vertreter der Montanwissenschaften in Praxis und Theorie.

## Leben
Klaus-Dieter Bilkenroth wurde in der mitteldeutschen Tagebauregion als Kind einer Familie mit alter Bergmannstradition geboren. Der Vater Georg Bilkenroth hatte an der Bergakademie Clausthal studiert und war ab 1935 Werksdirektor der Braunkohlengrube Kraft II in Deutzen, ab 1940 technischer Leiter der Braunkohlenwerke Salzdetfurth AG in Berlin und promovierte an der Bergakademie Freiberg. Er war wesentlich an der Entwicklung der Braunkohlenindustrie der DDR beteiligt. Zusammen mit Erich Rammler entwickelte er ab 1949 an der Bergakademie Freiberg die Technologie der Braunkohlenhochtemperaturvergasung zur Herstellung von Braunkohlenhochtemperaturkoks (BHT-Koks), für die er 1951 mit dem Nationalpreis der DDR gewürdigt wurde. Auf BHT-Basis wurden auch die Niederschachtöfen in Calbe (Saale) zur Roheisengewinnung errichtet. 1955 wurde er zum Ordentlichen Mitglied der Deutschen Akademie der Wissenschaften zu Berlin (DAW) gewählt. Sein Sohn Klaus-Dieter Bilkenroth hat die berufliche Qualifikation von unten auf erworben. Nach dem Abitur und einer bergmännischen Grundausbildung studierte er an der Bergakademie Freiberg in Sachsen und wurde dort 1953 Diplom-Bergingenieur.
Hier setzte er auch seine akademische Ausbildung fort, promovierte 1962 zum Doktoringenieur (Dr.–Ing.) und habilitierte sich nachfolgend 1966. Anschließend wurde Bilkenroth Technischer Direktor des Braunkohlenwerkes Deuben, später des Vereinigten Werkes Deuben/Profen, und schließlich wurde er als Hauptingenieur verantwortlich für den gesamten mitteldeutschen Braunkohlenbergbau. Unter seiner Federführung wurden viele bergbauliche Probleme einer Lösung zugeführt.
Zugleich beteiligte sich Bilkenroth an der Bergakademie Freiberg in der akademischen Ausbildung der Bergingenieure. 1980 wurde er dort Honorardozent und 1983 Honorarprofessor für Tagebautechnik.
Die deutsche Wiedervereinigung von 1990 hat die Braunkohlenindustrie in Mitteldeutschland in besonderem Maße betroffen. Klaus-Dieter Bilkenroth gehörte zu den wenigen, die sich dafür eingesetzt haben, den Braunkohlenbergbau im Mitteldeutschen Revier ökonomisch und ökologisch vertretbar zu gestalten. Im Juni 1990 wurde er als bevollmächtigter Geschäftsführer zur Umwandlung der volkseigenen Kohlebetriebe in Kapitalgesellschaften eingesetzt. Im Dezember 1990 berief ihn der Aufsichtsrat der Mitteldeutschen Braunkohle-AG zum Vorstandsvorsitzenden der MIBRAG. Der lebensfähige Teil der Betriebe konnte 1994 privatisiert werden. Von 1994 bis 1996 war Bilkenroth Sprecher der Geschäftsführung und Geschäftsführer Technik der Mitteldeutschen Bergbau-Verwaltungsgesellschaft mbH. Nach deren Vereinigung mit der entsprechenden Sanierungsgesellschaft für das Lausitzer Braunkohlenbergbaurevier zur LMBV mit Hauptsitz in Senftenberg fungierte Bilkenroth als Berater der LMBV für Bergbau- und Sanierungsfragen und anschließend als Mitglied des Aufsichtsrates der MIBRAG.

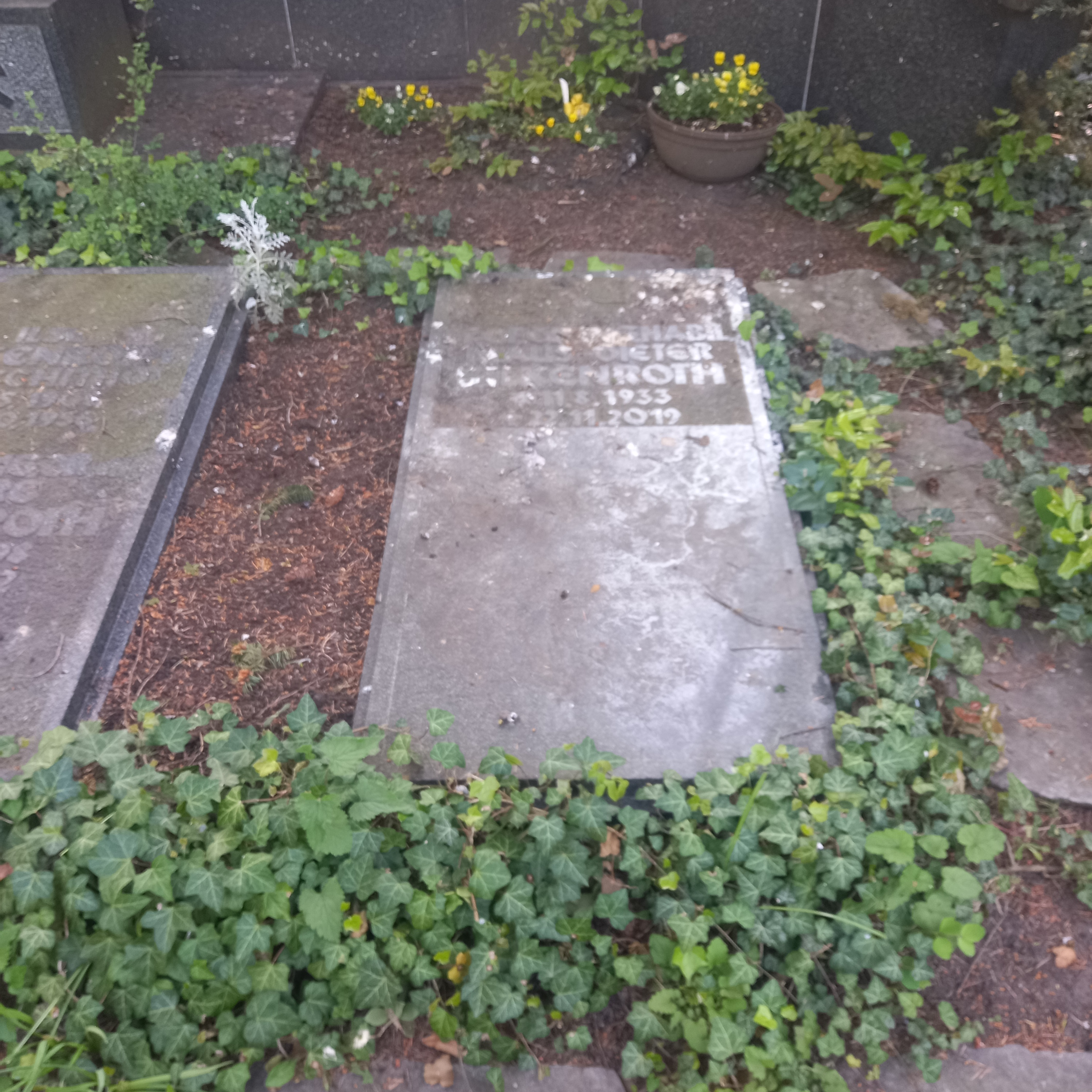
Das Grab von Klaus-Dieter Bilkenroth auf dem Südfriedhof (Halle)

## Mitgliedschaften und Ehrungen (Auswahl)
- Die Gelehrtengesellschaft Leibniz-Sozietät der Wissenschaften zu Berlin hat ihn im Jahr 2000 zu seinem Mitglied gewählt. Der Titel seines Antrittsvortrages war „Energie im 21. Jahrhundert – Gestaltung der energetischen Zukunft“. Damit begann eine Periode von über zehn Jahren, in der sich Bilkenroth aktiv für die weitere, zeitgemäße Förderung der Montanwissenschaften im Rahmen dieser Gelehrtengesellschaft einsetzte. Hier war er Mitglied des Arbeitskreises „Geo-, Montan-, Umwelt-, Weltraum- und Astrowissenschaften“. Dieser Arbeitskreis erarbeitet regelmäßig Veröffentlichungen und führt insbesondere wissenschaftliche Kolloquien durch; sein langjähriger Sprecher war Heinz Kautzleben.

- In Würdigung seiner außerordentlichen Verdienste verlieh der Bundespräsident der Bundesrepublik Deutschland an Klaus-Dieter Bilkenroth im Dezember 2000 das Bundesverdienstkreuz 1. Klasse. In der Laudatio heißt es: „Prof. Bilkenroth hat einen entscheidenden Teil dafür getan, dass der Mitteldeutsche Braunkohlenbergbau schwere Zeiten erfolgreich überstanden hat und dass er heute ein maßgeblicher Wirtschaftsfaktor in Form der MIBRAG mbH und der ROMONTA im Revier ist.“ Die ROMONTA betreibt seit dem 19. Jahrhundert die Gewinnung von Rohmontanwachs aus bituminöser Braunkohle im Revier Oberröblingen.

- Klaus-Dieter Bilkenroth war wie die meisten Vertreter der Montanwissenschaften in der DDR zeitlebens mit der Bergakademie Freiberg verbunden. Die heutige Technische Universität Bergakademie Freiberg (TU BAF) hat im April 2005 seine „hervorragenden Verdienste für die Förderung der Bergakademie Freiberg als Hochschullehrer, Industriepartner und im Ehrenamt“ mit der Wahl zum Ehrensenator gewürdigt. Die Ehrensenatorwürde ist die höchste Ehrung der TU BAF.

- Ehrendoktorwürde der TU Bergakademie Freiberg, verliehen am 20. April 2005.

- Bilkenroth gehörte 1990/91 zu den Wiedergründern des Vereins „Freunde und Förderer der TU Bergakademie Freiberg e. V.“ und war seitdem Mitglied im Vereinsvorstand. Der Vorstand überreichte 2009 seine höchste Auszeichnung, die St. Barbara-Ehrenmedaille, an Klaus-Dieter Bilkenroth für seine langjährigen Verdienste im Verein und für die TU Bergakademie.

## Veröffentlichungen (Auswahl)
- Probleme der Mehrflöztagebaue. Deutscher Verlag für Grundstoffindustrie, Leipzig 1963.
- Klaus-Dieter Bilkenroth (Wiss. Leitung): Braunkohle in Forschung und Lehre an der Bergakademie Freiberg. Hrsg. aus Anlass des 125. Geburtstages von Prof. Dr. e. h. Karl Kegel am 19. Mai 2001. Verein Freunde und Förderer der TU Bergakademie Freiberg e. V., Freiberg 2001.
- Klaus-Dieter Bilkenroth: Spuren in der mitteldeutschen Braunkohle. Tagebautechnische Fachtagung anlässlich der Verleihung der Ehrendoktorwürde der TU Bergakademie Freiberg an Herrn Prof. Dr.-Ing. habil. Klaus-Dieter Bilkenroth, 20. April 2005. Hrsg.: TU Bergakademie Freiberg, Professur Bergbau-Tagebau 2006.
- Klaus-Dieter Bilkenroth (Mitautor): Bitterfelder Braunkohlebergbau- & Industriegeschichte, Geologie der Braunkohle- & Bernsteinlagerstätte Goitsche. Landratsamt Bitterfeld, Bitterfeld 2007.